# Звіздар (Зореносець)

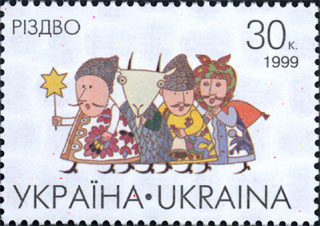
Поштова марка 1999 року

Звіздар або Зореносець — той, хто носить Різдвяну зірку серед гурту колядників у вертепі. У складі вертепу Звіздар міг бути одягнений в кожух і хутряну шапку, з обличчям, прихованим під маскою або вимазаним сажею. Він може носити також мішок з подарунками, які дарує че́мним дітям напередодні Різдва. Звіздар розпитує дітей про їх добрі та погані вчинки, про знання ними молитв та колядок. Для тим, що провинилися у нього є срібного кольору різка, якою він жартівливо «карає» нече́мних.

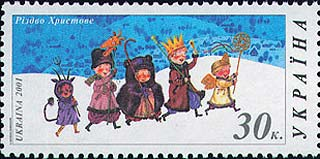
Поштова марка 2001 року

Нині подарунки та різки під подушку обдаровуваного, що спить, кладе Святий Миколай. Проте досі у вертепах Різдвяну зірку носить Звіздар. Якщо зірка неважка, то Звіздарем може бути й жінка або дитина.

## Хода звіздарів у Львові
Починаючи з 2007 року в місті Львові щорічно відбувається хода звіздарів в рамках фестивалю «Спалах різдвяної звізди». Скасовували подію лише двічі, через пандемію коронавірусу та 2023 року через безпекову ситуацію. Учасники приносять традиційні різдвяні зірки, часто зроблені та розписані власноручно, співають колядки.
Львів'яни та гості міста влаштовують ходу від церкви Пресвятої Євхаристії, через площу Ринок на площу Ангелів. Там учасники дійства колядують біля дідуха. Опісля рушають до площі перед пам’ятником Тарасові Шевченку. Фінальна коляда відбувається біля головної міської ялинки на площі перед оперним театром.